# Francisco Fonseca
Francisco "Kikin" Fonseca (León, 2 de outubro de 1979) é um futebolista mexicano.
Joga na selecção mexicana desde 2004. Kikin Fonseca iniciou a carreira no La Piedad (1999-2002), mas foi no Pumas que começou a destacar-se, antes de transferir-se para o Cruz Azul em 2005. Em 2006 transferiu-se para o Sport Lisboa e Benfica, mas acabou por não receber o apoio dos dirigentes benfiquistas e foi vendido ao Tigres, clube em que Kikín diz querer ser "campeão do mundo".